# Contemporáneo (álbum)
Contemporáneo es un álbum de estudio de Manolo Escobar, grabado en 1999. Es un álbum dónde se encuentra canciones como El botoncito, No llores mas María, Mienteme, Gitana mia, La cieguita, Me llevan a ti, A que no te atreves, Mi única razón, Ni muerto, Mira que las rosas tienen espinas, Un amigo de verdad, Háblame de ti.

## Pistas
CD 1

| Contemporáneo |                                     |          |  |
| N.º           | Título                              | Duración |  |
| 1.            | «El botoncito»                      | 3.56     |  |
| 2.            | «No llores más María»               | 4.00     |  |
| 3.            | «Miénteme»                          | 4.11     |  |
| 4.            | «Gitana mía»                        | 3.41     |  |
| 5.            | «La cieguita»                       | 3.40     |  |
| 6.            | «Me llevan a ti»                    | 3.50     |  |
| 7.            | «A que no te atreves»               | 3.31     |  |
| 8.            | «Mi única razón»                    | 3.55     |  |
| 9.            | «Ni muerto»                         | 3.35     |  |
| 10.           | «Mira que las rosas tienen espinas» | 3.40     |  |
| 11.           | «Un amigo de verdad»                | 3.40     |  |
| 12.           | «Háblame de ti»                     | 3.55     |  |

CD 2

| Grandes éxitos |                              |          |  |
| N.º            | Título                       | Duración |  |
| 1.             | «Mujeres y vino»             | 3.07     |  |
| 2.             | «Vanessa»                    | 3.38     |  |
| 3.             | «La minifalda»               | 3.03     |  |
| 4.             | «Que bonita eres»            | 3.22     |  |
| 5.             | «Viva Almería»               | 2.41     |  |
| 6.             | «Aquel hijo»                 | 3.43     |  |
| 7.             | «Y viva España»              | 3.07     |  |
| 8.             | «Que guapa estás»            | 2.45     |  |
| 9.             | «Madrecita María del Carmen» | 3.00     |  |
| 10.            | «Rumba pa ti»                | 5.30     |  |